# Ithacký Ulysses
Ithacký Ulysses (někdy také Ithacký Ulyxes nebo Odysseus z Ithaky) je parodická komedie norsko-dánského dramatika Ludviga Holberga, která byla publikována v roce 1725.

## O hře
Holberg svůj námět čerpá z Homérových eposů Ilias a Odyssea, které ovšem paroduje. Komedie je zároveň satirou na hanswurstiády provozované německými kočovnými společnostmi (podtitul hry zní Německá komedie). Z komedie prosvítá postoj, jaký Holberg zaujímá k hercům a smyslu jejich práce. Kromě rozesmávání publika by ho také měli vychovávat. Ithacký Ulysses je tedy také kritikou kočovných divadelních společností, na které se Holberg díval kriticky právě kvůli jejich nedostatečným hereckým výkonům. Ve hře se objevují související témata, jako např. nemohoucnost, nešikovnost a nevzdělanost. Na herecké nešvary poukazuje i Shakespeare ve Snu noci svatojánské.
Průvodcem a komentátorem celého děje je postava Ulyssova sluhy Chilliana, jehož ústy promlouvá samotný Holberg. Nejedná se o klasického humorného sluhu, nýbrž o vznešeného komika, moralistu s prostými, lidovými a demokratickými zásadami. Chillian je také pacifistou a ve svých promluvách tematizuje nesmyslnost válek. Zde se odráží dobový kontext Velké severské války. V dramatu se ovšem objevují postavy, které spolu nemají historicky nic společného.

Drama obsahuje veškeré aspekty, které jsou pro Holbergovy komedie typické. Dánská národnost a lidovost vychází z Chillianových replik. Příkladem je rozhovor Chilliana s postavou Sedláka v Ithace.
Chillian: Je to požehnaná země. Pečení vepříci tam běhají po poli a už v sobě mají zapíchnutou i vidličku a nůž, ve vzduchu tam lítají smažená holoubátka a za každou hodinu spánku tam člověk dostane tolar navíc.

Sedlák: Vy budete asi z Jutska, když tak pěkně dovedete vykládat pohádky. Ale jinak se divím, že jste chtěli tak dobrou zemi opustit kvůli zemi naší, kde člověk leda ztratí tolar za každou hodinu, kterou zaspí. (V, 2)
Učenost se projevuje velkým množstvím různých vysvětlivek, odkazů a výkladů, které Holberg ke svým komediím dodával. Mezi vědecké obory objevující se ve hře patří zeměpis, právo, politické pojmy a filosofie. Například na konci prvního dějství mluví Chillian o mezinárodním právu.
Humánnost lze spatřit v Chillianově negativním postoji k zabíjení lidí během války. Podobně jako v jiných dramatech, prokazuje Holberg i v této komedii zájem o všedního, chudého a prostého člověka. Dále pracuje s nadčasovostí různých látek (kritika současného člověka, mravy, zlozvyky a nešvary – přetváření se, chamtivost a povyšování).

Dalším výrazným prvkem, který osvícenec Holberg ve svých komediích využívá je pseudoučenost. Často ve hře zobrazuje postavy pyšnící se domnělou vzdělaností. Chillian si vymyslí postavu věštce, aby si zachránil život, a jeho spolubojovníci následně bez uzardění předstírají, že o dané osobě slyšeli. Jako další příklad může sloužit Ulysseova replika, když se dozví, že Helena byla unesena. Na první pohled se Ulyssova promluva zdá smysluplná, nicméně jde o paskvil, v němž hrdina smíchá reálie z odlišných mytologií.
Ulysses: Chilliane! Ihned musíme udělat protiopatření. Chrám míru se na nějakou dobu zavře a Bellonin chrám zas otevře. Z pochvy se vytáhne můj dračí krví ztřísněný meč Dyrendal, přinést se musí můj štít, který jsem uzmul králi mezopotamskému ve velké bitvě u Minchrelie, a taky mé brnění, tvrdé jak diamant, a helmu, kterou mi na mou rytířskou hlavu vsadila svýma alabastrovýma rukama brazilská královna ze Sáby, když jsem se chystal do boje se čtyřhlavým rytířem Langulamisosopolidoriem. Mého koně Pegasiana, který ve váce chrlí oheň a jenž dříve býval hrdým rytířem Poliphemem z Mundie a byl svou závistivou macechou Constantinopolitanií proměněn v koně, mi osedlejte slonovinovým sedlem a čabrakou, již zlatem a perlami vyšívala longobardská panna Rosimundia. (I, 6)

## Děj
Hra je rozdělena do pěti dějství a předchází jí krátký prolog, v němž probíhá Paridova volba mezi bohyněmi Pallas, Juno a Venuší. V prvním dějství Paris unáší Helenu, načež dochází k přípravě a plánování války. Druhé dějství vyobrazuje obléhání Troji a vyslání Chilliana jako špeha do města. Během třetího dějství proběhne zrychleně Trojská válka. Dějství čtvrté se zaměřuje na návrat Ulyssa a Chilliana zpět na Ithaku, během něhož narazí na kartaginskou královnu Dido, která je proti jejich vůli drží na svém území, avšak v posledním dějství se úspěšně dostávají zpět domů. Na závěr se objevuje moralizující epilog, ve kterém se Holberg obrací přímo na publikum/čtenáře.

## Uvádění
V Čechách bylo drama inscenováno pravděpodobně pouze třikrát. Ve 20. letech 20. století hru zrežíroval Zdeněk Štěpánek v Městském divadle na Královských Vinohradech. K této inscenaci se dochovalo malé množství informací. V roce 1986 ve Státním divadle F. X. Šaldy nastudoval soubor tuto komedii v režii Petra Palouše a dramaturgii Radmily Hrdinové. Hlavní roli Chilliana ztvárnil Václav Helšus a představitelem postavy Ulyssa/Odyssea byl Jaromír Meduna.

## České překlady
- Božena Køllnová-Ehrmannová, 1963[4]

## Uvedení vČechách
- Ithacký Ulysses byl zřejmě uveden v 70. letech 18. století v divadle v Kotcích.[5] V Teuberových dějinách v díle I. na str. 309 se nachází úryvek z „Neue Litteratur“, ze kterého vyplývá, že pražská kritika znala Ithackého Ulyssea, avšak důkazy o jeho inscenování v Praze není možno nikde ověřit.[6]
- Ithacký Ulyxes, Městské divadlo na Královských Vinohradech, prem. 13. 2. 1923, režie: Zdeněk Štěpánek[7]
- Odysseus z Ithaky, Státní divadlo F. X. Šaldy Liberec, prem. 1. 2. 1986, režie: Petr Palouš[3]